# Trần Trí Trắc
Trần Trí Trắc (13 tháng 7, 1943 - 27 tháng 9, 2024) là một nhà nghiên cứu lý luận phê bình sân khấu, nhà biên kịch sân khấu người Việt Nam, có học vị Tiến sĩ và học hàm Phó giáo sư. Ông đã được trao tặng Giải thưởng Nhà nước về Văn học Nghệ thuật vào năm 2017.

## Tiểu sử và sự nghiệp
Trần Trí Trắc sinh ngày 13 tháng 7 năm 1943 tại làng Nho Tống (nay thuộc huyện Phú Xuyên, Hà Nội) trong một gia đình nhiều đời làm nghề y. Ông theo học lý luận phê bình sân khấu tại thành phố Học viện Sân khấu - Âm nhạc - Điện ảnh Leningrad từ 1973 đến 1979. Tốt nghiệp bằng đỏ, trở về nước, ông nhận công tác tại Bộ Văn hóa.
Sự nghiệp chính của Trần Trí Trắc là những công trình nghiên cứu lý luận có giá trị đã được xuất bản. Có thể xem đây là cẩm nang cho những văn nghệ sĩ và những người yêu mến nghệ thuật biểu diễn như: "Sân khấu  loại hình kỳ diệu", "Thể tài sân khấu và nghệ sĩ sáng tạo", "Hình tượng sân khấu và nghệ sĩ sáng tạo", "Nghệ thuật sân khấu và nghệ sĩ sáng tạo", "Đại cương nghệ thuật sân khấu", "Cơ sở triết học văn hóa học và mỹ học",... và mới đây nhất là cuốn: "Cơ sở văn hóa của nghệ thuật biểu diễn Việt Nam"...
Ông còn viết kịch bản cho các vở diễn ở nhiều lĩnh vực. Có thể kể đến: Tổ quốc Việt Nam (kịch), Những mảnh vỡ tình yêu (kịch), Mối tình thổn thức (kịch), Hộ tâm phiến (kịch), Người đàn bà bất hạnh (chèo), Tùng lò gạch (chèo), Đại mục liên tôn giả (chèo), Nàng chúa Ba (chèo), Chuyện tình sinh viên (chèo), Linh khí trời Nam (cải lương), Chàng kỵ sĩ Điện Biên (kịch), Trường đời (kịch), Bại tướng (kịch)...
Ngoài ra, ông còn tham gia giảng dạy ở các trường đại học: Đại học Sân khấu và điện ảnh, Đại học Văn hóa Hà Nội, Đại học Văn hóa Nghệ thuật Quân đội, Đại học Mỹ thuật Hà Nội, Đại học Văn hóa Thành phố Hồ Chí Minh, Đại học Sư phạm, Viện Văn hóa nghệ thuật Việt Nam...
"Cơ sở văn hóa của nghệ thuật biểu diễn Việt Nam" có thể coi là cuốn sách công cụ, từ điển lịch sử phát triển nghệ thuật biểu diễn Việt Nam. Tác giả đã sử dụng các phương pháp hữu hiệu như: phương pháp lịch sử, phương pháp lôgic, phương pháp nghiên cứu tài liệu và phương pháp phân tích tổng hợp, so sánh, đối chiếu, để có được một công trình có giá trị thực tiễn cao, giá trị khoa học biện chứng, giúp bạn đọc hiểu sâu hơn về cơ sở văn hóa của nghệ thuật biểu diễn Việt Nam từ thời tiền sử, thời sơ sử cho đến thời hiện đại.
"Cuốn sách là một chuyên luận công phu, khoa học và hoàn toàn mới mẻ... ở đây đã hội tụ nhiều loại hình, nhiều thành tố nghệ thuật... vào một mối quan hệ hữu cơ, gần gũi nhau mang tính nguyên hợp, gắn bó mật thiết với con người với xã hội, từ thời nguyên thủy đến hiện đại tạo thành văn hóa và giá trị văn hóa, giá trị nghệ thuật của tri thức con người Việt Nam".— GS.TS. NGND. Lê Ngọc Canh

Năm 2017, ông được tặng Giải thưởng Nhà nước về Văn học Nghệ thuật với tác phẩm "Cơ sở triết học, văn hóa học và mỹ học của Chèo cổ". Ngày 27 tháng 9 năm 2024, ông qua đời tại Hà Nội.

## Tác phẩm chính

### Nghiên cứu lý luận
- "Sân khấu  loại hình kỳ diệu" (1994)
- "Thể tài sân khấu và nghệ sĩ sáng tạo" (1995)
- "Hình tượng sân khấu và nghệ sĩ sáng tạo" (1996)
- "Nghệ thuật sân khấu và nghệ sĩ sáng tạo" (2000)
- "Đại cương nghệ thuật sân khấu" (2011)
- "Cơ sở triết học, văn hóa học và mỹ học của Chèo cổ" (2012)
- "Cơ sở văn hóa của nghệ thuật biểu diễn Việt Nam" (2015)
- Thi pháp chèo cổ (2019)[6]
- "Chèo cách mạng" (2022)[6]

### Kịch bản sân khấu
- Tổ quốc Việt Nam (kịch),
- Những mảnh vỡ tình yêu (kịch),
- Mối tình thổn thức (kịch),
- Hộ tâm phiến (kịch),
- Người đàn bà bất hạnh (chèo),
- Tùng lò gạch (chèo),
- Đại mục liên tôn giả (chèo),
- Nàng chúa Ba (chèo),
- Chuyện tình sinh viên (chèo),
- Linh khí trời Nam (cải lương),
- Chàng kỵ sĩ Điện Biên (kịch),
- Trường đời (kịch),
- Bại tướng (kịch)

## Vinh danh
- Giải thưởng Nhà nước về Văn học Nghệ thuật năm 2017.